# Giuseppe Vedovato
Giuseppe Vedovato (ur. 13 marca 1912 w Greci, zm. 24 listopada 2012 w Rzymie) – włoski polityk, politolog i nauczyciel akademicki, parlamentarzysta i senator, w latach 1972–1975 przewodniczący Zgromadzenia Parlamentarnego Rady Europy.

## Życiorys
W 1916 stracił ojca na froncie I wojny światowej, w 1924 zmarła jego matka. Od 1930 studiował w instytucie nauk polityczno-społecznych w ramach Uniwersytet Florenckiego, podczas studiów pracował w przedsiębiorstwie telefonicznym TETI. Od 1937 był redaktorem naczelnym czasopisma naukowego „Studio fiorentino di politica estera”. Został nauczycielem akademickim z zakresu stosunków międzynarodowych, prawa i historii, uzyskując profesurę jako jedna z najmłodszych osób w historii Włoch. W wieku 24 lat został kierownikiem katedry prawa międzynarodowego na macierzystym wydziale, był też wykładowcą z zakresu historii traktatów międzynarodowych na Uniwersytecie Rzymskim. Autor licznych publikacji naukowych i książkowych, uczestniczył też w zagranicznych misjach dyplomatycznych.
Zaangażował się w działalność Chrześcijańskiej Demokracji, należał także do lokalnych władz Akcji Katolickiej. W 1951 został radnym Prowincji Florencja. W 1953 po raz pierwszy wybrany do Izby Deputowanych, zasiadał w niej do 1972. Następnie w kadencji 1972–1976 pozostawał senatorem. W 1968 przyjął fotel wiceministra sprawiedliwości w rządzie Giovanniego Leone, z którego zrezygnował jednak po kilku dniach. Od 1954 do 1976 był członkiem, a w latach 1972–1975 przewodniczącym Zgromadzenia Parlamentarnego Rady Europy. W późniejszym okresie został honorowym przewodniczącym ZPRE (2003) i założycielem tamtejszej biblioteki, na rzecz której przekazał swój księgozbiór.